# MacKay Lake
MacKay Lake är en sjö i Northwest Territories i Kanada. MacKay Lake ligger 431 meter över havet. Arean är 1 061 kvadratkilometer.
Omgivningarna runt MacKay Lake är i huvudsak ett öppet busklandskap. Trakten runt MacKay Lake är nära nog obefolkad, med mindre än två invånare per kvadratkilometer.  Trakten ingår i den boreala klimatzonen.